# 남창고등학교
남창고등학교(南倉高等學校)는 대한민국 울산광역시 울주군 온양읍 운화리에 위치한 공립 고등학교이다.

## 학교 연혁
- 1954년 6월 7일 : 고교 설립인가(6학급)
- 1954년 7월 1일 : 개교
- 1986년 9월 1일 : 중ㆍ고등학교 분리
- 1997년 5월 31일 : 신 교사 개축 준공
- 2002년 9월 30일 : 학급 증설 인가(24학급)
- 2002년 10월 5일 : 종합학습실 완공
- 2003년 10월 9일 : 다목적 강당(대운관) 완공
- 2010년 2월 3일 : 대운학사(기숙사) 및 인조 잔디 운동장 준공식
- 2018년 3월 12일 : 별관 완공
- 2022년 10월 3일 : 별관(3,4층) 증축
- 2024년 2월 6일 : 제68회 졸업식(295명, 총 13,326명)
- 2024년 3월 1일 : 제29대 최윤석 교장 취임
- 2024년 3월 4일 : 제71회 입학식(314명)

## 참고 자료
- 남창고등학교 - 한국교육학술정보원 학교알리미